# جعفرکلا
جعفرکلا، روستایی از توابع بخش دودانگه شهرستان ساری در استان مازندران ایران است.

## جمعیت
این روستا در دهستان فریم قرار داشته و براساس آخرین سرشماری مرکز آمار ایران که در سال ۱۳۸۵ صورت گرفته، جمعیت آن ۶۰نفر (۱۹خانوار) بوده‌است.